# سوزي كاتو
سوزي كاتو (بالإنجليزية: Suzy Cato) هي مقدمة تلفزيونية نيوزيلندية، ولدت في 20 يونيو 1968 في بريزبان في أستراليا.